# 柴田俊一
柴田 俊一（しばた としかず、1924年3月6日 - 2009年4月26日）は、日本の原子炉工学者。京都大学名誉教授。元京都大学原子炉実験所（現：京都大学複合原子力科学研究所）長。元近畿大学原子力研究所長。文部省科学官、日本学術会議原子力特別委員長、同研究連絡委員長、原子力委員会参与等を歴任した。兵庫県出身。

## 略歴
1941年旧制神戸村野工業学校卒業。旧制神戸高等工業学校（現：神戸大学工学部）精密機械科を卒業した後、川崎航空機で軍用輸送機の設計に従事する。1944年軍隊に入隊。陸軍技術少尉。終戦後、陸軍航空技術将校として公職追放処分となったため家業を継ぐつもりだったものの、大学の再開に伴い大阪大学工学部電気工学科に入学する。1949年（昭和24年）電気工学科卒業。1957年4月に大阪大学大学院工学研究科に原子核工学専攻が設置され、同年6月1日に電気工学第二講座の助手から原子炉工学講座の助教授に異動する。1959年3月から1年間在外研究員としてミシガン大学に留学し、ミシガン大学炉で運転員として実地訓練を積む。1961年9月1日京大炉 (KUR) 本体の建設に携わるため京都大学工学研究所（現：京都大学エネルギー理工学研究所）教授に転出する。1963年4月1日原子炉実験所の設置に伴い京都大学原子炉実験所教授となる。1972年4月1日～1980年3月31日京都大学原子炉実験所長。1987年京大定年退官、4月京都大学名誉教授。同年10月近畿大学原子力研究所長。

## 著書
- アトム先生の蕩病記―胃・脾臓全摘体験ばなし、1993年、知人社、ISBN 978-4924902022。
- 原子炉お節介学入門―名馬「原子力」からも信頼される騎手になるために、2000年、一宮事務所エネルギーフォーラム、（上巻）ISBN 978-4885552557、（下巻）ISBN 978-4885552564。
- 新・原子炉お節介学入門、2005年、一宮事務所エネルギーフォーラム、ISBN 978-4885553059。